# Bandirran (Perth and Kinross)

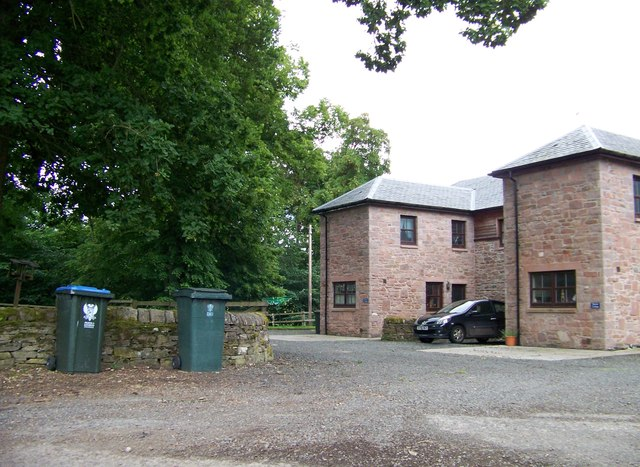
Bauernhof in Bandirran

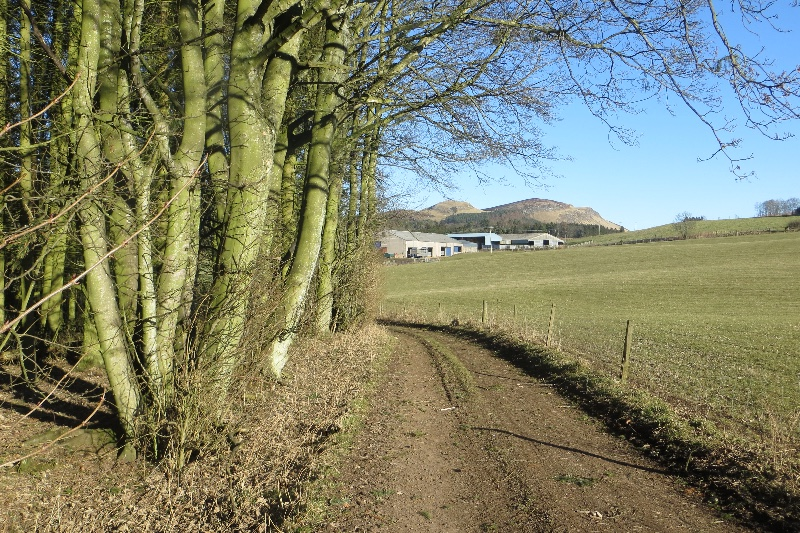
Blick auf Southtown of Bandirran

Bandirran ist eine kleine Ortschaft, die im Norden von Schottland nordöstlich von Perth in der Region Perth and Kinross liegt. Im Rahmen der historischen Gliederung Schottlands in Civil Parishes zählt es zu Collace, das zu Perthshire gehörte.

## Geographie
Bandirran liegt in einem dünn besiedelten und durch Landwirtschaft geprägten Umland. Der hier entspringende Bach Burn of Bandirran fließt nach Westen und mündet in einen Zufluss des Tays. Die unmittelbare Umgebung gehört zur Hügelkette der Sidlaws mit dem 275 Meter hohen Bandirran Hill im Norden sowie dem 310 Meter hohen Dunsinane Hill im Nordosten. Der Ort selbst umfasst neben den wenigen Häusern, die sich lose entlang einer Straße verteilen, noch ein Herrenhaus im Südwesten sowie die bäuerliche Siedlung Southtown of Bandirran im Süden.
Nach Perth sind es etwa 11 Kilometer. Die den Ort durchziehende Straße B 953 verbindet Balbeggie im Südwesten mit Inchture im Südosten. Kleinere Ortschaften in der Nähe sind Kirkton of Collace im Nordwesten, Collace im Norden sowie Abernyte im Osten.

## Historisch Bedeutsames
In Bandirran finden sich zwei Bauwerke, die als Listed Building in unterschiedlichen Kategorien unter Denkmalschutz stehen, ein Taubenschlag und ein umfriedeter Garten. Bei ihnen handelt es sich um Außengebäude des 1957 abgetragenen Herrenhauses Bandirran House.
Hinzu kommt der, als Scheduled Monument ausgewiesene Bandirran Stone Circle.